# Octrooi op software
Een octrooi op software, ook wel softwarepatent of octrooi op computergeïmplementeerde uitvinding genoemd, is een octrooi (patent) op een techniek die geïmplementeerd kan worden met behulp van een computerprogramma. Als voor een dergelijke techniek rechtmatig octrooi is verleend, mag deze niet zonder toestemming door iemand anders worden toegepast. Er zijn grote meningsverschillen over softwarepatenten. Bovendien is het niet duidelijk wat de grenzen zijn van de octrooieerbaarheid van software.
Op 18 mei 2004 werd door de Raad van de Europese Unie een principe-akkoord bereikt over een voorstel van de destijds verantwoordelijke Eurocommissaris Frits Bolkestein over een EU-wijde harmonisatie van het recht met betrekking tot softwarepatenten. Het voorstel werd daarna weer voorgelegd aan het Europees Parlement. Het Europees Parlement heeft uiteindelijk, in tweede lezing met grote meerderheid op 6 juli 2005 tegen de richtlijn gestemd. De richtlijn is met 648 tegen 32 weggestemd.
Een aantal organisaties, zoals onder andere de FFII, de Association Electronique Libre en Vrijschrift.org probeerden deze richtlijn tegen te houden, omdat deze niet slechts zou harmoniseren, maar een door het Europees Octrooibureau ontwikkelde interpretatie van het Europees Octrooiverdrag (en de Nederlandse "Rijksoctrooiwet") zou legitimeren die volgens critici de tekst van deze regelgeving geweld aandoet. In elk geval maakt deze interpretatie software vaker octrooieerbaar dan de interpretatie die met name de Britten trachten toe te passen.

## Softwarepatent
Computerprogramma's zijn auteursrechtelijk beschermd ("copyright"). Het kopiëren van een softwarepakket is verboden zonder de toestemming van de houder van het auteursrecht. Ook het overnemen van een gedeelte van de code mag niet zomaar. Het auteursrecht laat wel toe om een nieuw programma te schrijven dat geïnspireerd is op de ideeën of de functionaliteit van een ander programma. Het octrooirecht kan daarentegen wel de achterliggende ideeën van een programma beschermen, mits zo'n achterliggend idee een octrooieerbare uitvinding vormt. De vraag of software-technieken octrooieerbaar zijn, is dan ook sinds de opkomst van de software-industrie actueel.

## Verenigde Staten
In de Verenigde Staten is het, in tegenstelling tot de rest van de wereld, mogelijk om octrooi te krijgen op niet-technische uitvindingen. Derhalve kunnen octrooien worden verleend op een breed scala aan software-toepassingen, van het minder technische principe om een cursor over een beeldscherm te bewegen tot de techniek om efficiënt informatie te comprimeren. Hierbij blijken er echter een aantal problemen op te treden.
Met name in opensourcesoftware-kringen is er groot verzet tegen het idee dat er octrooi op software-ideeën verleend zou kunnen worden. Hiermee is het immers onmogelijk om een eigen stuk software te ontwikkelen dat functioneel hetzelfde werkt als een geoctrooieerd bestaand product, maar dat volledig vrij is in het gebruik. Met een octrooi kan immers ook een onafhankelijk ontwikkeld product worden tegengehouden als dat gebruikmaakt van een geoctrooieerde uitvinding.
Met name doet zich het probleem voor dat het Amerikaans Octrooibureau (USPTO) door de snelle ontwikkeling op dit gebied vaak niet goed kan bepalen of een software-gerelateerde uitvinding ten tijde van de octrooiaanvraag al bekend was of niet. Dit heeft weer tot gevolg dat er octrooien worden verleend op uitvindingen die al in gebruik zijn, tot grote woede van de mensen die die uitvindingen gebruiken. Zij kunnen nu immers door de octrooihouder worden tegengewerkt, en moeten aantonen dat zij eerder waren.
Daarnaast vinden vele tegenstanders dat er in de Verenigde Staten octrooien op weliswaar nieuwe, maar veel te triviale software-technieken toegelaten worden, en dat dit een bedreiging vormt voor programmeurs die per ongeluk een patent op een dergelijke techniek schenden, gezien het grote aantal patenten op dit gebied. Zij zijn bang dat dit, als het voorstel van de Europese Commissie wordt aangenomen, ook in Europa een probleem wordt.
De discussie over patenten op softwaretechnieken bereikte een hoogtepunt toen Amazon.com (een online boekenwinkel) met zijn "One Click Shopping"-octrooi Barnes & Noble dwong in de aankoopprocedure van hun online boekenwinkel een tweede muisklik in te bouwen. Over het "One Click Shopping"-octrooi dat in de USA is toegekend bestaat tamelijk grote consensus dat het te triviaal dan wel te weinig technisch van aard is en dat men moet vermijden zulke octrooien ook in Europa toe te laten. Het Europees Octrooibureau heeft dit octrooi op basis van de bestaande jurisprudentie niet toegekend.
Overigens is het een misverstand dat in de Verenigde Staten alle software en business methods octrooieerbaar zouden zijn, als die maar voldoende inventief zijn. In de Amerikaanse jurisprudentie wordt al heel lang erkend, dat abstracte theorieën, natuurverschijnselen en natuurwetten niet voor octrooi vatbaar zijn. Alleen blijkt het een probleem om vast te stellen wanneer een idee te abstract is om voor octrooi vatbaar te zijn. Want elke uitvinding is tot op zekere hoogte abstract: het is een "truc". Voor de Amerikanen was het bezwaar tegen software-octrooien dat zij te wiskundig zijn, zoals het Federale Hooggerechtshof in 1972 vaststelde (Gottschalk v. Benson). Maar niet altijd. Daarom zijn allerlei vuistregels ontwikkeld om die abstractheid te beoordelen. In de jaren 1980 was dat de Freeman-Walter-Abele test, die zich richtte op tastbaarheid. Die bleek een mislukking, want te beperkt. In de jaren 1990 werd vastgesteld dat een "useful, concrete and tangible" resultaat voldoende was. Dat criterium was weer veel te ruim. In 2008 werd de "machine or transformation" test bedacht, maar die werd in 2010 afgekeurd door het Hooggerechtshof, althans als beslissende test. In 2013 besliste een Amerikaanse rechtbank in CLS v. Alice dat bepaalde software niet voor octrooi vatbaar was. In het Amerikaanse rechtssysteem kunnen rechters in een meervoudige rechtbank afwijkende meningen laten horen ("dissenting opinions"), en in deze zaak werden daar zoveel van gegeven dat eigenlijk vooral werd aangetoond dat het anno 2013 minder dan ooit duidelijk was wat nu te abstract is om te octrooieren.

## Europa
Het EOV, een verdrag waarbij ook niet-EU-landen zijn aangesloten en dat de regels bevat waaraan het Europees Octrooibureau zich moet houden bij het verlenen van octrooien, bevat een artikel waarin wordt geregeld wat voor soort uitvindingen voor octrooi in aanmerking kunnen komen. In dit artikel staan computerprogramma's expliciet genoemd in een lijst van onderwerpen die uitgesloten zijn van octrooibescherming. Op het eerste gezicht is een octrooi op software dus niet mogelijk. Iets verderop staat echter dat die uitsluiting alleen geldt voor computerprogramma's als zodanig.
Het is in het intellectuele eigendomsrecht niet uitzonderlijk dat verschillende soorten intellectuele-eigendomsrechten van toepassing zijn op hetzelfde voorwerp. Een logo kan bijvoorbeeld worden beschermd via het auteursrecht en via het merkenrecht. Een model kan zelfs op vier verschillende manieren worden beschermd:
- via het specifieke modellenrecht,
- via het merkenrecht (vormmerk),
- via het auteursrecht (als het ontwerp oorspronkelijk is), en
- via het onrechtmatige-daadsrecht (als het gebruik van het model een vorm is van oneerlijke mededinging, waardoor het publiek in verwarring gebracht wordt).

In de Europese richtlijn 91/250/EG (inmiddels vervangen door Richtlijn 2009/24/EC) waarin geregeld is dat software door het auteursrecht beschermd wordt, staat weliswaar dat deze regeling andere wettelijke bepalingen zoals betreffende octrooien onverlet laat, maar daar volgt nog niet uit dat software ook voor octrooi vatbaar is.
In deze Richtlijnen voor softwareauteursrecht (zowel de oorspronkelijke en de nieuwe) staat: "De ideeën en beginselen die aan enig element van een computerprogramma ten grondslag liggen, met inbegrip van de ideeën en beginselen die aan de interfaces daarvan ten grondslag liggen, worden niet krachtens deze richtlijn auteursrechtelijk beschermd." Eigenlijk spreekt dat vanzelf in het auteursrecht (men spreekt van een "idee-expressie dichotomie"), en daarom heeft de wetgever deze regel niet eens overgenomen in de Nederlandse auteurswet. Ideeën zijn vrij. Iedereen mag een verhaal navertellen, als hij dat maar in zijn eigen woorden doet.
Speciaal voor software kunnen die ideeën etc. toch beschermd worden, door het octrooirecht. Het is voor discussie vatbaar of daarmee het "vanzelfsprekende" beginsel van ideeënvrijheid wordt doorbroken, of juist een "vanzelfsprekende" bescherming van investeringen wordt geboden.
Een hardwarematige schakeling die een technisch probleem met nieuwe en niet voor de hand liggende technische kenmerken oplost, komt zonder meer in aanmerking voor octrooibescherming. Als een programmeerbare processor hetzelfde doet, dan kan verdedigd worden dat het daarvoor gebruikte computerprogramma ook voor octrooi vatbaar is. Dit is een argument voor het Europees Octrooibureau (EOB) om ook octrooi te verlenen op software-technieken, ook al sluit het Europees Octrooiverdrag "computerprogramma als zodanig" uit. Volgens de Kamers van Beroep van het EOB is een software-uitvinding meer dan een "programma als zodanig" wanneer een technisch probleem met nieuwe en niet voor de hand liggende technische kenmerken wordt opgelost. Dat wil zeggen dat een uitvinding die als hardware octrooieerbaar zou zijn, dat ook als software is.
Een argument voor deze uitlegging is dat het TRIPs-Agreement (Trade-Related aspects of Intellectual Property rights), een bijlage bij het Wereldhandelverdrag, verlangt dat octrooien zonder onderscheid worden verleend "op alle gebieden van de techniek". De tekst van het betreffende artikel 27 TRIPS heeft de strekking heeft dat geen enkel gebied van de techniek mag worden uitgesloten. De woorden "op alle gebieden van de techniek" staan tegenwoordig ook in het Europees Octrooiverdrag (in art. 52 lid 1, in een wijziging die op 13 december 2007 van kracht is geworden), maar blijkens de toelichting zijn zij daar ook aan toegevoegd om te bevestigen dat alleen octrooien worden verleend voor "techniek".
Dat heeft het Europees Octrooibureau erop gebracht om een ingewikkeld onderscheid te maken tussen wel en niet technische software. Alleen technische software is voor octrooi vatbaar. De toetsing van octrooiaanvragen op technisch gehalte voert terug op een oude Duitse traditie. Zij vinden dat vanzelfsprekend, ook al meenden de Duitsers tot begin deze eeuw dat de uitsluiting van software "als zodanig" een andere was dan de uitsluiting van niet-technische uitvindingen. Een Britse rechter noemde het techniekcriterium onlangs nog een "restatement of the problem in more imprecise terminology".
Het EOV verbiedt echter nog steeds octrooi op computerprogramma's als zodanig, en deze bepaling is door veel bij het EOV aangesloten landen overgenomen in hun eigen wetgeving. De bepaling wordt echter op verschillende manieren geïnterpreteerd. Binnen de jurisprudentie van de Technische Kamers van Beroep van het EOB heeft er een ontwikkeling plaatsgevonden waarbij de uitzondering steeds meer aan betekenis heeft ingeboet. De Technische Kamers van Beroep leggen de nadruk bij software-gerelateerde uitvindingen tegenwoordig op de vereisten van nieuwheid en inventiviteit. Vanuit de EOB interpretatie dat een "computerprogramma als zodanig" het tegendeel is van een technisch programma, hebben de Kamers van Beroep van het EOB vastgesteld dat het veeleer van belang is of een uitvinding een bijdrage levert aan de stand van de techniek (zoals art. 56 EOV verlangt) dan of deze technisch van aard is. Dat maakt bijvoorbeeld dat handelsmethoden, hoe inventief ook, anders dan in de VS in Europa niet voor octrooi vatbaar zijn als deze niet specifiek een bijdrage verlenen aan de techniek.
In de Britse jurisprudentie wordt aan de uitzondering van computerprogramma's als zodanig van octrooieerbaarheid echter nog altijd veel gewicht toegekend. De polemiek die in dit verband is gevoerd in bijvoorbeeld de Aerotel uitspraak van de UK Court of Appeal en de Duns uitspraak van de Technische Kamer van Beroep heeft ertoe geleid dat de president van het EOB in oktober 2008 een aantal vragen heeft voorgelegd aan de Grote Kamer van Beroep van het EOB. In mei 2010 heeft deze Kamer beslist dat zij eigenlijk op formele gronden niet ontvankelijk is: volgens art. 112 EOV is de President alleen bevoegd als verschillende Kamers van Beroep tegenstrijdige uitspraken doen, en in dit geval gaat het om beslissingen van dezelfde kamer van beroep. Dat deze onderling niet allemaal geheel consistent zijn zou kunnen worden toegeschreven aan een normale rechtsontwikkeling. In voornoemde Duns uitspraak wordt uitgelegd dat het EOB de continentaal-Europese rechtstraditie volgt die in tegenstelling tot de Angelsaksische rechtstraditie geen bindende werking van precedenten kent.
Toen een Diplomatieke Conferentie in 2000 bijeenkwam om "groot onderhoud" te plegen op het Europees Octrooiverdrag, is overwogen uitzondering op computerprogramma's als zodanig te schrappen. In de - blijkens voornoemde rechtspraak omstreden - uitlegging van de Kamers van Beroep van het EOB houdt deze immers slechts in, dat alleen technische computerprogramma's voor octrooi vatbaar zijn, maar dat alleen technische uitvindingen octrooieerbaar zijn zou al voorvloeien uit de toevoeging van de woorden "op alle gebieden van de techniek". De reden dat de uitsluiting van "computerprogramma's als zodanig" toen niet geschrapt is, is echter een andere: in 1998 had de Europese Commissie in een Groenboek aangegeven van plan te zijn zich (ook) op de regels voor octrooieren van software te gaan richten. Twee jaar laten resulteerde dat in genoemd richtlijnvoorstel.
Zoals hierboven al is beschreven, schrikt het idee van octrooi op software(-technieken) veel programmeurs af. Toen dus de plannen bekend werden om in Europa een harmonisatierichtlijn over octrooi op software tot stand te brengen, kwam er een grote lobby op gang om gedaan te krijgen dat octrooien op softwarematige uitvindingen in de EU in de toekomst niet meer worden erkend. Een petitie van de EuroLinux Alliance verzamelde tienduizenden handtekeningen van software-bedrijven en privé-personen die verklaarden tegen octrooien op software te zijn. Het EOB stelde het schrappen van de uitsluitingsclausule uit tot een volgende conferentie, maar het is allerminst duidelijk of men daar zal besluiten deze clausule alsnog te schrappen.

## Stemming Europees Parlement
In tegenstelling tot wat velen denken, zou het aannemen van de richtlijn in de Europese Unie dus niet betekenen dat octrooien op softwarematige uitvindingen ineens worden toegestaan, waar dat tot nu toe nog niet zo zou zijn. Evenmin betekent het afstemmen van de richtlijn dat deze octrooien verboden worden.
Dergelijke octrooien worden in het bestaande stelsel al veelvuldig verleend en in het algemeen (maar niet altijd) erkend door de lidstaten, althans in de landen waar deze octrooien daadwerkelijk door rechters zijn getoetst. Inbreuk op, en de geldigheid van, software-octrooien is tot nu toe in een beperkt aantal landen, met name Duitsland, Nederland en Groot-Brittannië, in een gerechtelijke procedure aan de orde geweest. Het streven van de EU naar één interne markt met uniforme regels vraagt echter om een eenduidige interpretatie, wat de rechtszekerheid van zowel de octrooihouder als de potentiële inbreukmaker moet vergroten.
De commissie JURI van het Europees Parlement heeft op 17 juni 2003 in eerste lezing een tekst goedgekeurd waarin de voorwaarden staan waaraan softwarepatenten in de lidstaten van de Europese Unie moeten voldoen. De gepatenteerde software-techniek moet dan, naast de reeds in de octrooiwetten vastgelegde eisen van nieuwheid, inventiviteit en industriële toepasbaarheid, bovendien een "technische bijdrage" leveren aan de stand van de techniek, die uitgaat boven de gebruikelijke interactie tussen een programma en een computer. Dit is volgens de Commissie overeenkomstig de huidige verleningspraktijk van het Europees Octrooibureau. Tegenstanders van de tekst menen echter dat de tekst te vaag is en het toekennen van patenten op triviale technieken zou toelaten.
De stemming in eerste lezing over dit voorstel in de plenaire vergadering van het Europees Parlement vond plaats op 24 september 2003. Het Europees Parlement heeft hierbij het werkingsgebied van de ontwerp-richtlijn zodanig aangescherpt dat (kort gezegd) de software een nieuw fysiek technisch effect buiten een gebruikelijk computer(netwerk) in een strikt industriële toepassing moet hebben. Nieuwe datacompressietechnieken en een efficiënter gebruik van de processor vallen er dan bijvoorbeeld buiten, en ook een inventieve softwarematige besturing van bijvoorbeeld een wasmachine, TV of dvd-recorder. Het Europees Parlement heeft voorts een in de internationale octrooiwetgeving originele formulering bedacht, want volgens dit geamendeerde voorstel moet een softwarematige uitvinding ook nog "een nieuw inzicht geven in de oorzaak-gevolg relaties in het gebruik van de natuurkrachten". Volgens tegenstanders van dit voorstel betekent dit een zodanige verzwaring van de gebruikelijke inventiviteitseis, die bij "normale" uitvindingen niet gevraagd wordt, dat het octrooieren van elke vorm van softwarematige uitvinding, ook als het bijvoorbeeld gaat over de aansturing van industriële machines, vrijwel onmogelijk wordt. Het parlement was echter van mening dat sommige computerprogramma's anders te veel het eigendom worden van een bepaalde onderneming. Volgens het parlement zal een grotere openheid de vernieuwing prikkelen.
Na deze behandeling in eerste lezing door het Europees Parlement, was de Raad van de Europese Unie aan zet, destijds onder Iers voorzitterschap. Met een document waarin een aantal amendementen van het Europees Parlement worden overgenomen, en een aantal andere aanpassingen van het Europees Parlement ongedaan gemaakt worden, komen voor- en tegenstanders van softwarepatenten weer lijnrecht tegenover elkaar te staan. Naast een webstaking hebben demonstranten uit de hele EU woensdag 14 april in Brussel hun ongenoegen laten blijken. De Ieren stuurden op 6 april de zaak naar het CoRePer. Dat comité, bestaande uit permanente vertegenwoordigers van de lidstaten, staat traditioneel bekend als dé plaats om over moeilijke dossiers opnieuw te onderhandelen.
Op de bijeenkomst van landbouwraad op 21 december 2004 was de goedkeuring van de richtlijn over in computers geïmplementeerde uitvindingen op de agenda geplaatst door het Nederlands voorzitterschap van de Europese Unie. Dit als een A-item, dat is een onderwerp waar enkel een stemming over is en geen discussie. Door de tussenkomst van de Poolse staatssecretaris voor informatica Wlodzimierz Marcinski, die hiervoor speciaal naar Brussel reisde, is de stemming niet doorgegaan. Polen vroeg uitstel om aan het voorstel verder te werken. Polen verkreeg uitstel en het punt is van de agenda genomen.
Begin 2005 werd het voorstel weer op de agenda van de Raad geplaatst en werd een "gemeenschappelijk standpunt" aangenomen, om voor te leggen aan het Europees Parlement ter behandeling in tweede lezing. Onduidelijkheid over de handelingen van een aantal ministers in de betreffende Raadsvergadering (met name over of zij wel volgens het mandaat van hun parlementen gehandeld hadden), leidde bij deze gelegenheid tot parlementaire vragen in het Nederlandse en Deense parlement.
Op 6 juli 2005 volgde de stemming in tweede lezing in het Europees Parlement over het gemeenschappelijk standpunt van de Raad. Bij deze gelegenheid werd het gehele voorstel verworpen, met 648 stemmen voor verwerping, 14 tegen en 18 onthoudingen. Het Parlement gaf daarbij aan dat het zeer ontstemd was over de manier waarop het voorstel door de Commissie en de Raad was behandeld. Eurocommissaris Almunia kondigde aan dat er geen nieuw voorstel zal worden ingediend.

## Oppositie tegen softwarepatenten

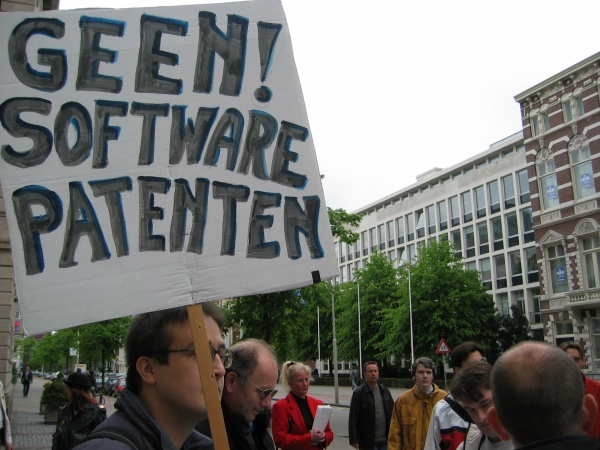
Demonstratie tegen softwarepatenten, 16 mei 2004, Den Haag

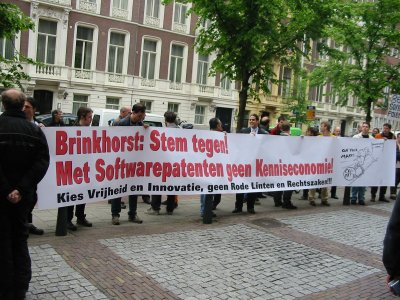
Demonstratie tegen softwarepatenten, 16 mei 2004, Den Haag

Er zijn vele opponenten van softwarepatenten. Burton Systems Software heeft bijvoorbeeld op een vakbeurs in Washington de mening van professionele programmeurs onderzocht en 79.6% tegen 8.2% (10:1) was van mening dat het toestaan van patenten op software eerder zou leiden tot minder softwareontwikkeling dan tot meer (de 12.2% was zonder mening). 59.2% tegen 26.5% (2:1) vond dat softwarepatenten helemaal moesten worden afgeschaft.
Tegenstanders van softwarepatenten hebben uiteenlopende redenen hiervoor, waaronder de volgende:
- Er is geen bewijs dat softwarepatenten echt leiden tot innovatie, en in de informaticawereld geloven velen dat softwarepatenten innovatie juist hinderen. De jaren vijftig, zestig en zeventig kenden een groot aantal softwareinnovaties (zowel gemeten naar publicaties als naar nieuwe producten), en toen werd het octrooisysteem voor softwarematige uitvindingen nog zelden gebruikt.
- In de informaticawereld geloven velen dat softwarepatenten innovatie hinderen. Zo schreef Bill Gates in 1991 een memo met daarin: "Als mensen hadden begrepen hoe patenten zouden worden geaccepteerd toen de meeste ideeën van tegenwoordig werden uitgevonden, zou de industrie nu compleet stil staan." (Microsoft neemt tegenwoordig, net als alle andere grote IT-bedrijven, heel veel patenten, omdat dit de enige manier is om zich in te dekken tegen patentdreigingen van anderen.[1]) Donald Knuth stelde dat "als softwarepatenten gemeengoed waren geweest in 1980, ik niet in staat was geweest om het TeX-systeem (dat nu door een groot deel van de boeken en tijdschriften op het gebied van wis- en natuurkunde en informatica wordt gebruikt) te ontwikkelen, noch dat ik er ooit aan gedacht had om het te doen, of dat ik me zou kunnen voorstellen dat iemand anders het zou kunnen doen."
- Sommigen geloven dat hét probleem van software niet het gebrek is aan innovatie, maar de moeilijkheid om het grote aantal gewenste producten te ontwikkelen. Het patentproces bemoeilijkt de ontwikkeling van bruikbare producten in plaats van die te helpen.
- Velen geloven dat de standaard voor "trivialiteit" (mate waarin iets voor de hand ligt) niet geschikt is voor software. Omdat software gemakkelijk op details is aan te passen, zijn kleine verbeteringen en generalisaties normaal. De patentbureaus geven patenten echter ook uit voor kleine verbeteringen, zelfs als deze in de ogen van programmeurs voor de hand liggen. Dit is een probleem, en de gebruikte standaard voor trivialiteit zou erg nadelig zijn voor software, omdat software niet slechts uit een paar gedeeltes bestaat, maar vaak uit miljoenen regels tekst, waarvan elke regel een inbreuk op een patent zou kunnen zijn. Veel technieken worden door programmeurs beschouwd als te triviaal om te publiceren. Een patent zou later echter kunnen worden toegekend door een patentbureau, omdat het bureau geen artikel over het onderwerp kan vinden.

De hoogleraren James Bessen en Eric Maskin, twee economen aan het Massachusetts Institute of Technology (MIT), hebben middels economisch-wiskundige modellen aangetoond dat de introductie van patenten in de software-economie alleen economisch nut heeft als een monopolie de nuttigste vorm van software-productie is. Dit zou verontrustend zijn, omdat slechts weinigen geloven dat een monopolie echt de bruikbaarste (of meest gewenste) vorm van software-productie is. Bessen en Maskin menen ook een statistische samenhang tussen de verruiming van patenteerbaarheid en een neergang in innovatie in software te hebben aangetoond. In het bijzonder, tussen 1987 en 1994 steeg de registratie van softwarepatenten 195%, terwijl het ontwikkelings- en onderzoeksgeld (R&D) met 21% afnam in deze tak, terwijl het met 25% steeg bij de industrie in het algemeen.
Een probleem in de discussie over softwareoctrooien is dat heel verschillende octrooien onder deze niet-officiële term vallen. Het zou bijvoorbeeld moeilijk te begrijpen zijn als een octrooi op bepaalde elektronica (hardware dus) omzeild zou kunnen worden met een software-implementatie. Software-octrooien hebben vooral een slechte naam gekregen omdat bedrijven enorme aantallen octrooien op simpele trucs aanvragen puur om de concurrentie dwars te zitten met "patent wars". Met innovatiebevordering heeft dit niets meer te maken. Er wordt zelfs beweerd dat bedrijven als Apple en Google tegenwoordig meer geld uitgeven aan rechtszaken dan aan ontwikkeling. Daar komt bij dat er veel "patent trolls" zijn (iets officiëler "non-producing entities" genoemd) die misbruik maken van het feit dat het aanvragen van octrooien in de VS relatief goedkoop is, en het procederen zeer kostbaar kan zijn. Zij chanteren bonafide bedrijven met dubieuze octrooien. Hun businessmodel is dat ze schikkingen aanbieden voor bedragen die net iets lager liggen dan de (hoge) proceskosten. De Amerikaanse overheid overweegt maatregelen tegen deze afpersers, maar dat is nog niet zo eenvoudig omdat er ook "non-producing entities" zijn die wel te goeder trouw zijn.